# レッキングクルー'98
『レッキングクルー'98』（WRECKING CREW'98）は、任天堂より発売されたアクションパズルゲーム。開発元はパックスソフトニカ。1980年代のゲーム『レッキングクルー』の内容を1998年バージョンとして大幅にリニューアルしたもので、原作とは大きく異なり対戦型パズルゲームに近い内容となっている。
ローソンにて1997年より開始されたゲーム書き換えサービスニンテンドウパワーで、過去に発売された名作ゲームをアレンジし新作として投入する一環として1998年1月1日、スーパーファミコン向けに発売された。1998年5月23日には同内容のロムカセット版も発売。日本国内のみで発売され、日本国外未発売。ただし、2024年4月12日、Nintendo Switchの『スーパーファミコン Nintendo Classics』への収録にあたっては、言語の変更がないまま国外版にも収録されている。
ファミリーコンピュータ版に準拠した内容の移植版も同時収録されている。

## 概要
キャラクターを操り、配置されている「パネル」を崩したり移動させたりしながら同じ色のパネルを3個以上揃えて消していく対戦型落ち物パズル。
対戦フィールドは6列8段構成となっており、7段目までは列全体におかれたパネルを画面中央に動かす（画面中央を超えたパネルは端からループして出現）ためのハンドルレバーが画面の端に置かれている。3段目、5段目、7段目にはキャラクターが移動するための足場が存在するが、一部に穴があいており定期的に時限制の足場が置かれることがある。最上段となる8段目の端と1段目の画面中央には、モンスター（後述）が出現・退場する土管が設置されている。
操作するキャラクターは徒歩・ジャンプ・パネルを伝って登るなどして移動し、ハンドルレバーを動かしたりパネルをハンマーで壊して上部のパネルを落とすなどして、同じ種類のパネルを揃えて消していく。
パネルは3個消しても何も起こらないが、4個以上つなげて消すと相手への攻撃になる。パネルが消え、その上にあったパネルが落ちた先で再び3個以上そろうと「連鎖」となり、攻撃の効果が上がるうえ、連鎖中は3個消しでも攻撃になる。また、一定時間ごとに画面上からブロックが降ってくるが、これを1回削るとパネルになる。また、パネルは追加することもでき、Xボタンを1回押すごとに1列ずつ、何度でも追加可能。色はランダム。
フィールドの画面最上段（8段目）より上の線までパネルが積み上げられた状態になり、それから3秒以内にその線より下にパネルを収められなければゲームオーバーとなる。

## モード
タイトル画面で「レッキングクルー'98」と「レッキングクルー（ファミコン版の移植）」の2つから選択する。
レッキングクルー'98
ストーリーモード・対戦モード・トーナメントモード3つのゲームが楽しめる。いずれも他のプレイヤーもしくはコンピュータとの対戦という形式を取る。得点の概念は無く、1人のみで高得点を目指すようなゲームモードは存在しない。
レッキングクルー
一人用アクションパズル。ファミコン版の移植で、ディスクシステム版と同様にデザインモードで作成した面のセーブが可能である。グラフィックはファミコン版を再現しているが、音楽は少しアレンジされたものに変わっている。

レッキングクルー'98のストーリーモードでは、ヘルメットとハンマーを再び身に着けたマリオを操り、島のどこかにあるというアジトを探してクッパを倒すのが目的。『スーパーマリオブラザーズ3』以降のスーパーマリオシリーズのようにマップ画面が用意され、一度クリアした面は何度もプレイ可。対戦相手にはナスビ仮面・スパナゴン・ブラッキーなどの旧作のキャラクターのほか、新キャラクターとしてオニギリ・オンナノコ・オヤジ・ドグウが登場する。新キャラは初めから対戦できる相手を一定時間内に倒すと登場する。マリオ作品には珍しく、エンディングにノーマル（バッド）エンドとトゥルー（グッド）エンドの2種類がある。
さらに好みのキャラクターを使用して他のプレイヤーやコンピュータと試合ができる対戦モード、最大8人までの参加者間で優勝を競うトーナメントモードではストーリーモードに登場するキャラクターの他、エンディング後はルイージやピーチ姫などのキャラクターも使用できる。

## パネル
攻撃パネルは以下の4色あり、色ごとに攻撃の役割がある。4個以上または連鎖で消した際に、効果を発揮する。
ただし例外として、どの色のパネルであっても同じものを9個以上同時に消すことで、相手フィールドにクッパが描かれた巨大看板が落下して、対戦相手を確定で倒し勝利することができる。そのため、パネルの効果で相手を妨害しながら相手フィールド場外へのパネルの積み上げとともに、積極的に9個以上同時消しを狙うことが求められる。
なお、フィールド上からパネル・ブロック・モンスターなどのすべてのものをなくすと「NICE!」な状態になる。この状態になると画面上部のモンスターが登場する土管の部分にキノコが出現し、この状態になってから最初の攻撃の威力が少し高くなる。
赤パネル
マスクの様なアイコンが描かれている。
4個以上消すと相手へ「モンスター」を送り込むことができる。モンスターは画面上部にある土管から登場する。
パネルをたくさん消すほどモンスターが大きくなり、動きも遅くなる。さらにパネルを奇数個消したときに送れるモンスターはまれに一時停止をし、8個消したときのモンスターは弾を撃って攻撃してくることもある。送れるモンスター数は連鎖数と同じであり、相手フィールドに4匹いる状態で5匹目を送ろうとするとその5匹目が通常と違う隠しモンスターになる。モンスターは上からなら踏めるが、当たるとしばらく操作不能になる。なお、通常のモンスターはフォークリフト、ブルドーザーなど工事現場でよく見かけられる車両が、隠しモンスターは車両ではなく誘導棒、ポールなど工事現場で見かけられる器具がモチーフとなっている。
青パネル
上矢印のアイコンが描かれている。
4個以上消すと相手にパネルを送ることができ、「相手フィールドの下からパネルがせり上がらせる」。
せり上がる位置は画面中央の境界を対称軸としたときに自分がパネルを消した場所と対称の位置にある相手側の列であり、せり上がる数は「その列で消したパネル数×（連鎖数+1）」となっている。つまり、1P側（左）が左から2番目の列で縦に青パネルを4つ消すと、2P側（右）の右から2番目の列に8個せり上がり、1P側が左から1 - 4列目で横に青パネルを消すと2P側の右から1 - 4番目の列に2個ずつせり上がる。なお、せり上がってくる残りのパネル数はその列の一番下に表示されるが、10以上の数は表示されず、10個以上せり上がる場合は表示が絵文字や記号に変わる。残りパネル数が10個を切ると通常の数字表示に戻る。
緑パネル
左右両方の矢印のアイコンが描かれている。
4個以上消すと、自分がそのパネルを消した段と同じ段の相手側のパネルをすべて「ブロック」に戻す。ブロック化の際、ハンマーや爆弾でブロックを崩して出現する各パネルの中身もランダムなものに変化する。
消される段数は「（消したパネル数-2）×連鎖数」となる。フィールドには8段しかないので、9段分以上の効果がある場合、全段をブロックにされた後に残りの効果が出るが、残りの効果が出るのは全段が消された直後なので9段以上の効果は実質8段分と同じになる。
黄パネル
四角いアイコンが描かれている。
4個以上消すと相手に「鉄板」（後述）を送ることができる。鉄板は相手フィールドの上から落下する。
また、以下の特殊なパネルもある。
鉄板
黄パネルにより相手に送られる黒いパネル。爆弾パネル（後述）の爆発でのみ壊すことが可能。緑パネルでブロックに戻されることもない。
なお、対戦モードでハンデを設定した際にも、初期に配置されているパネルの一部が鉄板になっている。
爆弾パネル
立体的に浮き出た爆弾のマークが描かれた白・灰色のパネル。Xボタンによるパネル追加で、2回につき1個登場する。
このパネルを壊すと、その位置の縦・横方向に隣接するパネルが2個先まで巻き込まれて壊される（ブロックの場合はパネルになる）。鉄板と違い、緑パネルでブロックに戻される。また、爆弾パネルの爆発は1連鎖目とみなされ、パネルが壊されたことによって新たに3個以上の同色パネルが並ぶと2連鎖目になる。

## 主なキャラクター
マリオ
旅から帰ってきたマリオはクッパの悪事を見かね、自宅の奥にしまっているハンマーを取り出しヘルメットをかぶり、久々に解体屋としてアジトを破壊する冒険に出る。
クッパ
クッパ軍団の大魔王。マリオの留守中にその勢力を伸ばさんと、キノコ王国各地にアジト支部を建設する。結果日陰が多くなり王国の住民や植物は迷惑していた。ハンマーは使わず、得意のファイアブレスで壁を破壊する。
ピーチ姫
エンディングに登場するのみで物語には直接関わらないが、その他のモードでは使用することも出来る。トーナメントモードは彼女主催の大会の模様。対戦のときは王冠の代わりにヘルメットをかぶる。
ブラッキー
アジトの1つを守っているマリオのライバル。ヒゲなどのデザインがワリオに近いものに変更されている。今作ではクッパと組んでいる。
ノコノコ
クッパの部下でアジトの1つを任されている。今作唯一のクッパ軍団兵士で、今回のクッパは自らの軍団にあまり頼っていない。
ナスビ仮面
スパナゴン
今作では彼らもアジトを守護している。ナスビ仮面のデザインは変更されている。なお、『大乱闘スマッシュブラザーズDX』のフィギュアのナスビ仮面は旧作のデザインで登場している。

## ロムカセット版
ニンテンドウパワーによる書き換え開始から約6か月後となる1998年5月23日には、ゲームショップや玩具店などの一般店舗にてロムカセット版が発売された。ロムカセット版は日本のスーパーファミコン用ロムカセット最後のマリオシリーズであった。同じくニンテンドウパワー書き換え専用ソフトとして供給が行われていた『平成 新・鬼ヶ島』前編・後編のロムカセット版2作と同時発売ソフト。いずれの作品もローソンのみに限定される書き換え以外の供給方法が求められていたため、任天堂がそれに応じる形で発売した。
他のスーパーファミコンソフトと同様に化粧箱へ入れられた状態で販売され、冊子形の説明書も付属した。しかし『レッキングクルー'98』の箱やカセットラベルはゲームの画面写真を大きく据えたのみのデザインで、説明書の内容もニンテンドウパワーの書き換え時に配布または販売された遊び方シートの引き写しであるため、簡素な印象を与えている。

## 移植版
| No. | タイトル                             | 発売日        | 対応機種        | 開発元             | 発売元 | メディア                              | 備考                  | 出典                     |
| --- | ------------------------------------ | ------------- | --------------- | ------------------ | ------ | ------------------------------------- | --------------------- | ------------------------ |
| 1   | レッキングクルー'98                  | 2016年9月28日 | Wii U           | パックスソフトニカ | 任天堂 | ダウンロード （バーチャルコンソール） | 2024年3月28日販売終了 | [ 6 ]                    |
| 2   | スーパーファミコン Nintendo Classics | 2024年4月12日 | Nintendo Switch | 任天堂             | 任天堂 | ダウンロード                          | -                     | [ 7 ] [ 8 ] [ 9 ] [ 10 ] |

## スタッフ
- スペシャル・サンクス：立本正博、スーパーマリオクラブなど
- ディレクター：高橋英子
- プログラマー：なかしまなるみ、荒木泰介、かとうひろたか
- デザイナー：高橋英子、えのきのりゆき、渡辺直樹、こやまたかし、かじがやれいこ
- サウンド・ディレクター：田中宏和
- サウンド・コンポーザー：大久保高嶺
- プランナー：わかばやしかつひこ
- プロデューサー：菱田達也
- エグゼクティブ・プロデューサー：川口孝司、山内溥